# Melissa Joan Hartová
Melissa Joan Catherine Hartová (nepřechýleně Hart; * 18. dubna 1976, Smithtown, New York, USA) je americká herečka, producentka a režisérka, známá především z televizního seriálu Sabrina – mladá čarodějnice.
Od čtyř let vystupovala v televizních reklamách. V letech 1991 až 1994 hrála titulní roli v seriálu stanice Nickelodeon Clarissa vám to vysvětlí. Vystoupila také ve videoklipu ke skladbě Britney Spears „(You Drive Me) Crazy“. Sedmkrát získala Young Artist Awards. V roce 2017 režírovala televizní film The Watcher in the Woods.
Jejím manželem je Mark Wilkerson, zpěvák skupiny Course of Nature. Mají dva potomky.
V televizním pořadu Wheel of Fortune vyhrála jako první celebrita v historii pro charitativní účely více než milion dolarů. Založila vlastní cukrárnu SweetHarts a módní značku King of Harts. Hlásí se ke konzervatismu, podporovala prezidentskou kandidaturu Mitta Romneyho v roce 2012 a Garyho Johnsona v roce 2016.

## Výběr z filmografie
- 1986 Christmas Snow
- 1991 Clarissa vám to vysvětlí (TV seriál)
- 1995 Family Reunion: A Relative Nightmare
- 1995 Clarissa
- 1996–2003 Sabrina – mladá čarodějnice (TV seriál)
- 1996 Zvrácená touha
- 1997 Přežili dva
- 1998 Jak umlčet Mary
- 1999 Šílená jízda
- 2001 Blesková šance
- 2002 Rent Control
- 2002 Hold On
- 2006 Dirtbags
- 2007 Vánoční únos
- 2008 Whispers and Lies
- 2009 Moje falešná svatba
- 2010 Melissa a Joey (TV seriál)
- 2010 Nine Dead